# VGA-stik
Et VGA-stik er et standardstik, der bruges til formidling af analog computervideo.Stikket har oprindelse med 1987 IBM PS/2 og dets VGA-grafiksystem - og 15-pin stikket fortsatte med at blive allestedsnærværende på pc'er,  såvel som mange skærme, projektorer og high-definition tv-apparater.
Enheder bliver fortsat fremstillet med VGA-stik, selvom nyere digitale grænseflader som DVI, HDMI og DisplayPort i stigende grad fortrænger VGA, og mange moderne computere og andre enheder inkluderer det ikke. 